# Alexander Briger
Alexander Briger, AO, nato Andrew Alexander Briger, (Sydney, 1969), è un direttore d'orchestra australiano.
È il nipote del direttore d'orchestra Sir Charles Mackerras, ed entrambi discendono dal compositore Isaac Nathan.

## Biografia
Alexander Briger è nato a Sydney e ha frequentato la Sydney Grammar School, dove suo zio Alastair Mackerras era il preside. Ha preso lì le sue prime lezioni di violino. Fu ispirato a diventare un direttore d'orchestra all'età di 12 anni, quando vide un altro zio, Sir Charles Mackerras, dirigere la Sydney Symphony Orchestra nella Quarta sinfonia di Mahler. Ha lasciato Grammar nel 1987, poi ha continuato i suoi studi di violino al Sydney Conservatorium of Music. Nel 1991 è andato al Conservatorio Richard Strauss di Monaco di Baviera per intraprendere un diploma post laurea in direzione d'orchestra. Ha vinto il primo premio al Concorso Internazionale per direttori d'orchestra nella Repubblica Ceca nel 1993. Ha vinto il diritto di studiare con Pierre Boulez al Festival d'Aix-en-Provence nel 2000. Da allora ha lavorato a lungo con Boulez e con Sir Charles Mackerras. Boulez presentò Briger a Sir Simon Rattle, che lo invitò a dirigere la City of Birmingham Symphony Orchestra. Lui e la sua famiglia si sono trasferiti a Londra nel 1998 e ora vive a Parigi.
Nel 2002 ha sostituito il direttore in programma della Philharmonia Orchestra, che si era ammalato. È apparso anche ai BBC Proms e al Festival di Berlino con il Birmingham Contemporary Music Group quell'anno. È stato invitato a portare la London Philharmonic Orchestra in una tournée in Cina nel 2004. Nello stesso anno ha diretto The Rape of Lucretia di Britten al Covent Garden, diventando il quarto australiano a dirigere lì, dopo Mackerras, Richard Bonynge e Simone Young. Ha anche diretto Il flauto magico di Mozart al Glyndebourne Festival. Nel 2005 ha debuttato con l'Orchestre de Paris.
Il lavoro di Briger con Opera Australia comprende Jenůfa, Madama Butterfly, Così fan tutte, La piccola volpe astuta, Le nozze di Figaro e Sogno di una notte di mezza estate di Britten. Ha anche diretto La bohème e Carmen per la State Opera of South Australia.
Diresse Don Giovanni d'Austria, la prima opera australiana, scritta dal suo bis-bis-bis-bisnonno Isaac Nathan, nella sua prima rappresentazione dai tempi di Nathan. Si trattava di un concerto del 1997, arrangiato da Sir Charles Mackerras (pronipote di Nathan). Da allora ha registrato il lavoro su CD.
Il suo lavoro operistico all'estero comprende The Rape of Lucretia (Royal Opera House, Covent Garden), Rigoletto e L'affare Makropulos (English National Opera), La piccola volpe astuta (Festival d'Aix-en-Provence), Il flauto magico (Glyndebourne Festival), Da una casa di morti (Canadian Opera Company), I racconti di Hoffmann (Teatro reale danese), La sposa venduta (Opera reale svedese), La dama di picche (Komische Oper Berlin), Nixon in China e I Was Looking at the Ceiling and Then I Saw the Sky (Théâtre du Châtelet, Parigi), I Was Looking at the Ceiling and Then I Saw the Sky (Teatro dell’Opera di Roma), Káťa Kabanová e Il flauto magico (Toulon Opera) e i balletti di Bartók Il mandarino meraviglioso e The Wooden Prince (Opéra national du Rhin).
L'elenco delle altre orchestre che Alexander Briger ha diretto comprende: London Symphony Orchestra, London Philharmonic Orchestra, Philharmonia Orchestra, BBC Symphony Orchestra, Orchestra Sinfonica Scozzese della BBC, Royal Liverpool Philharmonic, Academy of St Martin in the Fields, London Sinfonietta, City of Birmingham Symphony Orchestra, Birmingham Contemporary Music Group, Royal Liverpool Philharmonic, Bournemouth Symphony Orchestra, Orchestra of the Age of Enlightenment, Scottish Chamber Orchestra, Hanover Band, Orchestra of the Welsh National Opera, RTE Orchestra, Dublino, Orchestre de Paris, Orchestre Philharmonique de Radio France, Orchestra filarmonica di Strasburgo, Ensemble InterContemporain, Paris Chamber Orchestra, Orchestre Philharmonique de Monte-Carlo, Orchestre National du Capitole de Toulouse, Konzerthausorchester Berlin, Frankfurt Radio Orchestra, Deutsche Kammerphilharmonie Bremen, Orchestra Sinfonica di Radio Stoccarda, NDR Elbphilharmonie Orchester, Orchestra Sinfonica di Göteborg, Orchestra Sinfonica della Radio Svedese, Rotterdam Philharmonic Orchestra, Orchestra Sinfonica Nazionale Danese, Orchestra Nazionale del Belgio, Brussels Philharmonic, Orchestra Mozarteum di Salisburgo, Camerata Salzburg, Japanese Virtuoso Symphony Orchestra, Malaysian Philharmonic Orchestra, Orchestra Filarmonica della Cina e Orquestra Sinfônica de Porto Alegre.
Nella sua nativa Australia ha diretto le orchestre sinfoniche di Sydney, Melbourne, Adelaide, West Australia, Queensland e Tasmania.
Nel 2010 ha lanciato l'Australian World Orchestra, un progetto per portare i principali musicisti australiani espatriati da tutto il mondo di ritorno in Australia per suonare insieme ai principali musicisti residenti in un unico gruppo. Nel 2011 ha diretto la loro premiata stagione inaugurale alla Sydney Opera House con la Nona Sinfonia di Beethoven, che è stata successivamente pubblicata su Deutsche Grammophon. Attualmente è Direttore Principale e Direttore Artistico dell'Australian World Orchestra.

## Première
Le prime di Alexander Briger comprendono:
- Lamentate di Arvo Pärt London Sinfonietta/Hélène Grimaud[6]
- Who put Bella in the Wych'elm di Simon Holt (Aldeburgh Festival e Almeida Opera)[6][7]
- "The Witching Hour", concerto di Elena Kats-Chernin per 8 contrabbassi Australian World Orchestra
- 6 pezzi per orchestra di Bruno Mantovani, Orchestre de Paris
- The Compass di Liza Lim, per didgeridoo e flauto[2]
- Arcs and Planes di James Ledger[3]
- Opere di Mark-Anthony Turnage[7]

## Vita privata
La moglie di Briger, Caroline Meng, è un mezzosoprano francese e hanno una figlia, Charlotte. Ha tre figlie da un precedente matrimonio, Claudia, Sofia e Scarlett.